# Superstitio
La superstitio désigne pour les Romains de l'antiquité tout culte, croyance, pensée ou attitude relatifs à un dieu et intervenant dans un cadre non public.

## Présentation
Une superstitio est le contraire de la religio qui concerne le culte public rendu aux dieux de la cité de Rome pour et par celle-ci, en fait par les magistrats et prêtres désignés officiellement. Les citoyens n'ont ainsi pas le droit de rendre sans convocation un culte à un dieu public.
L'« affaire des Bacchanales » (186 av. J.-C.) est ainsi une grave affaire car un culte secret est rendu à Bacchus (le vin coule à flots) par plusieurs personnes. C'est un crime « contre-Cité » de « Cité à l'intérieur de la Cité » par une vénération privée adressée à un dieu, ce qui met en danger l'ordre public, c'est aussi un crime privé car seuls les pères de familles ont l'autorisation de pratiquer de tels cultes. Les participants au scandale furent particulièrement réprimés dans toute l'Italie.
Bien entendu, beaucoup de cultes privés étaient tolérés si :
- ils ne troublaient pas l'ordre public,
- ils se rattachaient à un groupe humain connu et respectable,
- ils n'écartaient pas les citoyens romains du culte civique.

Le judaïsme puis le christianisme et le culte de Mithra furent souvent considérés par les autorités romaines comme des superstitio susceptibles de méfiance mais acceptables sauf mesures de police en cas de scandale. Ainsi que les premiers chrétiens, lors des persécutions du IIe siècle, se virent être qualifiés par Pline le Jeune de participer à une « superstition déraisonnable et sans mesure » (Pline le Jeune, Lettres, X, 96-97). Voir Religio licita.